# Toader Mănăilă
Toader Mănăilă (n. 12 februarie 1933, Săpânța) este un fost deputat român în legislatura 1990-1992, ales în județul Sălaj pe listele partidului FSN.
Toader Mănăilă a fost membru în grupurile parlamentare de prietenie cu Regatul Spaniei, Republica Populară Chineză și URSS. Toader Mănăilă nu a lucrat și nu a colaborat cu Securitatea.